# P-Project
Padhyangan, también conocido como Proyect-P o P-Project, es una banda musical y a la vez una compañía de comedia formada en la ciudad de Bandung en Indonesia en 1982. La banda se formó en 1984 por dos integrantes como Iszur Muchtar y Denny Chandra. En 1986 se unieron Daan Aria, Joehana, el cantante Iang Darmawan y Wawan Hanura. El nombre del grupo fue extraído a partir de sus dos primeros integrantes, cuando estudiaban en la Universidad de Padjadjaran y después en la Universidad Católica de Parahyangan. Se dieron a conocer como grupo y compañía tras crear y emitir su primer programa por radio que se llamaba "Ozserba", que salió al aire y que fue difundida todos días miércoles en horas de la tarde por "Radio Oz" en Bandung. Su estilo de comedia es una mezcla entre los Monty Python y Weird Al Yankovic, en la que hicieron parodias dentro de la cultura popular, como películas y música e incluso en los mitos.

## Discografía
- 1993: Oo...Lea...Leo!!
- 1994: Jilid 2
- 1996: Jilid 3
- 1997: Jilid Lebaran
- 1998: Jilid 4

- Datos: Q12501904